# Bożena
Bożena – żeńskie imię pochodzenia słowiańskiego, utworzone poprzez dodanie do rdzenia boż- (od „Bóg”) przyrostka zdrabniającego -ana lub -ena. Imię to zanotowano w dawnych dokumentach w formach Bożana i Bożechna, natomiast forma Bożena była znana w języku czeskim, a w Polsce zaczęła się pojawiać regularnie dopiero w XIX wieku. 
Występuje także mniej popularny wariant tego imienia – Bożenna, który od 2006 roku jest uznawany przez Radę Języka Polskiego za akceptowalny; wariant jest jednak uznany za błędny przez Nowy słownik poprawnej polszczyzny PWN z 1999 roku.
Bożena imieniny obchodzi: 13 marca i 20 czerwca.
Podobne, ale notowane w średniowieczu w Polsce, imiona: Bogdana, Bogdała, Bogna, Boguchwała, Bogudarz, Bogudać, Bogumiła, Bogusława, Boguwola oraz Boguwłość.

## Osoby noszące imię Bożena
- Bożena – czeska księżna
- Bożenna Bukiewicz – polska polityk, poseł na Sejm RP
- Bożena Dykiel – polska aktorka
- Bożena Fabiani – polska historyczka
- Bożena Intrator – polska pisarka
- Bożena Kotkowska – polska polityk, poseł na Sejm RP
- Božena Laglerová – czeska pionierka lotnictwa
- Božena Němcová – czeska pisarka
- Bożena Przemyślidka – czeska królewna
- Bożena Ronowicz – prezydent miasta Zielona Góra
- Božena Srncová – czeska gimnastyczka
- Bożena Stachura – polska aktorka
- Bożena Stryjkówna – polska aktorka
- Bożena Targosz – polska dziennikarka
- Bożena Wagner – polska śpiewaczka operowa
- Bożena Walter – polska dziennikarka
- Bożena Żelazowska – polska polityk, posłanka na Sejm RP

## Statystyka
W Polsce jest zarejestrowanych 206 390 kobiet o tym imieniu. Daje to 34. miejsce wśród popularności imion żeńskich. Imię jest w XXI w. rzadko nadawane, w 2019 roku zaledwie 13 dziewczynek otrzymało to imię.